# 克丽丝滕·基特
克丽丝滕·基特（英語：Kristen Kit，1988年8月18日—），加拿大女子赛艇运动员。她曾代表加拿大参加2020年夏季奥林匹克运动会赛艇比赛，获得女子八人单桨有舵手金牌。